# 378 av. J.-C.
Cette page concerne l'année 378 av. J.-C. du calendrier julien proleptique.

## Événements
- Hiver 379-378 : échec d’une expédition contre Thèbes du roi de Sparte Cléombrote II ; il charge l’harmoste Sphodrias de garder Thespies comme base avancée[1].
- Printemps : coup de main manqué de Sphodrias contre Le Pirée, qui déclenche la guerre entre Sparte et Athènes, qui s’allie à Thèbes[1]. Athènes construit de nouveaux navires. Timothée, fils de Conon, Chabrias et Callistratos sont élus stratèges pour conduire la guerre. Des impôts exceptionnels sont levés.

- Été : Agésilas II prend la tête d’une nouvelle expédition de Sparte contre Thèbes ; ayant pris position à Thespies, il trouve la ville mise en défense et se retire en laissant à l’harmoste Phébidas la garde de Thespies. Celui-ci est tué dans un combat contre les démocrates thébains, qui reprennent de l’influence en Béotie[1].
- 31 juillet du calendrier romain[2] : entrée en charge à Rome de tribuns militaires à pouvoir consulaire : Spurius Furius, Quintus Servilius, Publius Cloelius, Licinus Menenius, Marcus Horatius, Lucius Geganius. Des censeurs, Spurius Servilius Priscus et Quintus Cloelius Siculus, sont élus pour régler la question des dettes, qui a provoqué une violente agitation parmi le peuple ; une incursion de Volsques à la frontière stoppe leur action. Les tribuns obligent le Sénat à suspendre les poursuites contre les débiteurs pour permettre la levée de troupes[3].
- À Athènes, le stratège Callistratos crée le fonds militaire du stratiôtikon (affectation prioritaire des excédents du budget aux dépenses militaires)[4].

- Un tributum est imposé à Rome pour le relèvement et la modernisation de l’enceinte dite de Servius Tullius[5].

## Naissances
- Théopompe, historien grec.

## Décès
- Néphéritès II (assassiné ?)